# یواس‌ان‌اس التانین (تی-ای‌کی-۲۷۰)
یواس‌ان‌اس التانین (تی-ای‌کی-۲۷۰) (به انگلیسی: USNS Eltanin (T-AK-270)) یک کشتی بود که طول آن 266' بود. این کشتی در سال ۱۹۵۷ ساخته شد.